# Camburzano
Camandona là một đô thị ở tỉnh Biella vùng Piedmont của nước Ý, có vị trí cách khoảng 70 km về phía đông bắc của of Torino và khoảng 9 km về phía đông bắc của of Biella. Tại thời điểm ngày 31 tháng 12 năm 2004, đô thị này có dân số 425 người và diện tích là 9,5 km².
Camandona giáp các đô thị: Bioglio, Callabiana, Pettinengo, Piatto, Trivero, Vallanzengo, Valle San Nicolao, Veglio.